# Narcissus Road
Narcissus Road es el primer álbum de la banda inglesa de The Hours. El nombre hace mención a una calle de Hampstead, en Londres y se puede ver una foto en la parte posterior del disco.

## Lista de canciones
| N.º   | Título                    | Duración |  |
| 1.    | «Ali in the Jungle»       | 4:38     |  |
| 2.    | «Narcissus Road»          | 3:50     |  |
| 3.    | «Back When You Were Good» | 5:29     |  |
| 4.    | «Love You More»           | 3:06     |  |
| 5.    | «Icarus»                  | 3:30     |  |
| 6.    | «I Miss You»              | 4:13     |  |
| 7.    | «Murder or Suicide»       | 5:55     |  |
| 8.    | «Dive In»                 | 3:34     |  |
| 9.    | «I Need to Know»          | 5:03     |  |
| 10.   | «People Say»              | 6:28     |  |
| 11.   | «Let Me Breathe»          | 5:14     |  |
| 51:05 |                           |          |  |

## Sencillos y EP

### Ali in the Jungle
- Lanzado el 6 de noviembre de 2006.

CD y vinilo de 7"
1. Ali in the Jungle
2. Nothing
3. Greatest Comeback
4. Ali in the Jungle

### Back When You Were Good
- Lanzado el 22 de enero de 2007

CD y vinilo de 7"
1. Back When You Were Good
2. For A Moment
3. Back When You Were Good

- Datos: Q6965661